# Requisitos de visa para ciudadanos de Guinea Ecuatorial
Los requisitos de visa para los ciudadanos de Guinea Ecuatorial son restricciones administrativas de entrada impuestas por las autoridades de otros estados a los ciudadanos de Guinea Ecuatorial. A partir del 2 de julio de 2019, los ciudadanos de Guinea Ecuatorial tenían acceso sin visa o con visa a la llegada a 50 países y territorios, lo que ubica al pasaporte de Guinea Ecuatorial en el puesto 93 en términos de libertad de viaje (empatado con pasaportes de Camboya y Turkmenistán) según el índice de pasaportes de Henley.

## Mapa de requisitos de visa

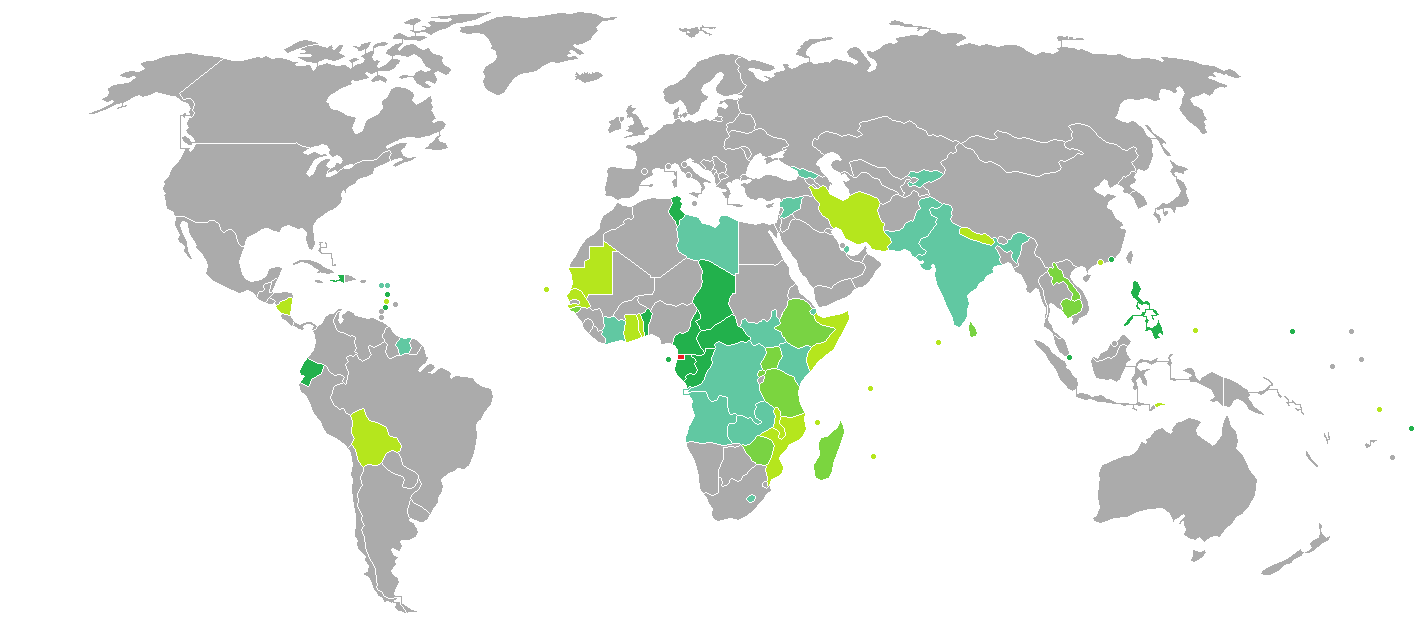
Requisitos de visa para ciudadanos de Guinea Ecuatorial
Guinea Ecuatorial
Visa no requerida
Visa obtenible a la llegada
eVisa
Visa disponible tanto a la llegada como en línea
Se requiere visa previa a la llegada